# Шугыла (Туркестанская область)
Шугыла (каз. Шұғыла, до 2000 г. — Красный Октябрь) — село в Мактааральском районе Туркестанской области Казахстана. Входит в состав Енбекшинского сельского округа. Код КАТО — 514445300.

## Население
В 1999 году население села составляло 1039 человек (505 мужчин и 534 женщины). По данным переписи 2009 года, в селе проживало 1136 человек (578 мужчин и 558 женщин).